# Filant (rei d'Èfira)
D'acord amb la mitologia grega, Filant (en grec antic Φύλας) va ser un rei d'Èfira, a la terra dels tesprotis.
Heracles li va declarar la guerra que sostingué l'heroi contra els calidonis, i després d'haver conquerit la ciutat, el va matar. Aquest Filant tenia una filla anomenada Astidamia o Astíoque, captiva d'Heracles, que li va donar un fill, Tlepòlem.